# The Monument
The Monument (engelska, Monumentet), formellt Monument to the Great Fire of London (Monument över den stora branden i London) är en 61,57 meter (202 fot) hög romersk-dorisk kolonn i Storbritanniens huvudstad London, i City of London. Det är beläget nära London Bridges norra fäste, vid korsningen mellan Monument Street och Fish Street Hill, 202 fot från den plats där den stora branden i London bröt ut söndagen den 2 september 1666. Ett annat monument, Golden Boy of Pye Corner, markerar platsen i närheten av Smithfield där branden tog slut onsdagen den 5 september. Sedan det uppfördes mellan 1671 och 1677 har The Monument varit den högsta fristående stenkolonnen i världen. Tunnelbanestationen Bank-Monument är uppkallad efter monumentet.
Monumentet består av en romersk-dorisk kolonn i Portlandsten, krönt av en förgylld urna med eld. Det ritades av Christopher Wren och Robert Hooke. Höjden 202 fot (61,57 meter) symboliserar avståndet från monumentet till Karl II:s bagare på Pudding Lane där branden bröt ut. 
Monumentets topp kan nås via en spiraltrappa med 311 steg. I mitten av 1800-talet byggdes en bur för att hindra folk från att hoppa, sedan sex personer begått självmord mellan 1788 och 1842 genom att hoppa från monumentet.
Monumentets bas har inskriptioner på latin på tre sidor. De på den södra sidan beskriver de åtgärder som Karl II vidtog efter branden. De på den östra sidan beskriver hur monumentet tillkom och byggdes till perfektion och under vilka borgmästare. De på den norra sidan beskriver hur branden startade och hur mycket förödelse den orsakade och hur den bekämpades.
På den västra sidan finns en skulptur, utförd i relief av Caius Gabriel Cibber, som visar förstörelsen av London och Karl II tillsammans med sin bror Jakob (II), hertig av York, omgivna av Friheten, Arkitekturen och Vetenskapen, givande instruktioner om stadens återuppförande.